# Lilli Lehmann
Lilli Lehmann urodzona jako Elisabeth Maria Lehmann, później Elisabeth Maria Lehmann-Kalisch (ur. 24 listopada 1848 w Würzburgu, zm. 17 maja 1929 w Berlinie) – niemiecka śpiewaczka operowa, sopran.

## Życiorys
Od dzieciństwa związana ze środowiskiem opery, jej ojciec był śpiewakiem, tenorem, matka – harfistką i śpiewaczką, to ona zajęła się edukacją swojej córki, która w 1867 r. zadebiutowała rolą jednego z trzech chłopców w Czarodziejskim flecie Wolfganga Amadeusa Mozarta w Pradze, by już w 1870 roku śpiewać w berlińskiej Königlische Hofoper rolę królowej Małgorzaty w operze Hugonoci Giacomo Meyerbeera.
W 1876 roku wystąpiła w pierwszym festiwalu w Bayreuth śpiewając niewielkie role w cyklu Pierścień Nibelunga (Woglinda, Helmwiga). Stopniowo jednak powiększyła swój repertuar o pierwszoplanowe role koloraturowe i dramatyczne, takie jak Violetta w operze La Traviata Giuseppe Verdiego czy Brunhilda z Walkirii albo Izolda z Tristana i Izoldy Richarda Wagnera.
W latach 1886–1891 śpiewała w nowojorskiej Metropolitan Opera, występowała także na innych ważnych scenach jak Covent Garden Theatre, Opera Wiedeńska czy na festiwalu w Salzburgu. W swoich czasach była cenioną śpiewaczką wagnerowską i mozartowską, uznawana także za idealną tytułową kapłankę z opery Norma Vincenzo Belliniego.
W 1888 wyszła za mąż za Paula Kalischa, także śpiewaka.
Lilli Lehmann była również cenioną nauczycielką, wśród jej uczennic można znaleźć takie nazwiska jak Geraldine Farrar czy Olive Fremstad. Imię śpiewaczki nosi medal przyznawany przez Mozarteum w Salzburgu, gdzie w 1916 roku założyła Międzynarodową Letnią Akademię "Mozarteum".